# Sturmia inimica
Sturmia inimica là một loài ruồi trong họ Tachinidae.